# Перейра, Рикардо Гусман
Рика́рдо Гу́сман Пере́йра (исп. Ricardo Guzmán Pereira Méndez; 16 мая 1991, Монтевидео) — уругвайский футболист, полузащитник.
В 2014—2015 годах выступал за сборную Уругвая.

## Биография
Гусман Перейра — воспитанних футбольной школы «Монтевидео Уондерерс». В основном составе этого клуба полузащитник дебютировал в 2010 году.
Перейра играл важную роль в молодёжной сборной Уругвая на чемпионате Южной Америки до 20 лет, который прошёл в Перу в 2011 году. На том турнире уругвайцы заняли второе место, пропустив вперёд лишь бразильцев.
Игрок продемонстрировал свой потенциал в чемпионате Уругвая 2013/14, в котором «странники» дошли до финала, а сам Гусман Перейра был признан лучшим полузащитником турнира, а по игровым характеристикам в Уругвае его сравнивают с Хуаном Себастьяном Вероном.
После того, как Перейра занял с «Уондерерс» второе место в чемпионате Уругвая, он перешёл в середине 2014 года в «Универсидад де Чили». С «У» Перейра стал чемпионом Апертуры 2014 года, а в 2015 году стал обладателем Кубка и Суперкубка Чили. 20 июня 2016 года было объявлено о переходе Гусмана Перейры в «Пеньяроль».
В ноябре 2014 года Гусман Перейра впервые был вызван в основную сборную Уругвая. Оскар Вашингтон Табарес вызвал игрока на товарищеские матчи против сборных Коста-Рики и Чили. Дебютировал Гусман Перейра в игре с костариканцами, выйдя на 68-й минуте на замену Николасу Лодейро уже при счёте 3:3. Поскольку игра проводилась за товарищеский трофей, была назначена серия пенальти, в которой сильнее оказались футболисты Коста-Рики (7:6), однако Перейра свой пенальти реализовал успешно. В матче против сборной Чили Перейра также вышел на замену, но на этот раз с самого начала второго тайма, при счёте 1:1. В результате «селесте» сумела одержать гостевую победу со счётом 2:1.

## Титулы и достижения
- Чемпион Уругвая (2): 2017, 2018
- Вице-чемпион Уругвая (2): 2013/14, 2019
- Обладатель Суперкубка Уругвая (1): 2018
- Чемпион Чили (1): 2014 (Апертура)
- Обладатель Кубка Чили (1): 2015
- Обладатель Суперкубка Чили (1): 2015
- Серебряный призёр чемпионата Южной Америки для молодёжных сборных (1): 2011